# Calophasia offuscata
Calophasia offuscata là một loài bướm đêm trong họ Noctuidae.